# Yuko Oshima
Yuko Oshima (大島優子, Ōshima Yūko; Mibu, 17 de outubro de 1988) é uma atriz japonesa e ex-membro do grupo feminino de ídolos japoneses Not Yet e AKB48, do qual era a capitã do Time K. Ela ficou entre as duas primeiras eleições gerais anuais do grupo de 2009 a 2013 e atualmente é representada pela agência Ohta Production.

## História
Yuko Oshima fez parte do Idol Group AKB48 (Team K) e foi a membro com a carreira mais longa entre todas as garotas do grupo.
Sua carreira artistica teve inicio ainda na infância quando fez pequenos ensaios para a revista PurePure, seu primeiro PhotoBook Charm foi lançado em 2001, ensáio na qual dividia as páginas com Honami Tajima, ainda aos 12 anos lançou seu primeiro DVD Growing Up! novamente na companhia de Honami Tajima.
Sua carreira como cantora teve um início mais tardio, quando fez sua estréia no Doll's Vox no CD Yumemiru Omocha Bako ~ Koi suru Dancing Doll lançado em 10 de agosto de 2005.
Em abril de 2006 com sua entrada no AKB48 ela teve a chance de fazer seu Major Debult como cantora participando do single Aitakatta, primeiro single lançado pelo AKB48 por uma grande gravadora e primeiro single com a participação de membros do Team K.
Em 31 de dezembro de 2013, anuncia sua graduação durante o 64º Kouhaku Utagassen. Inicialmente a cerimônia de graduação aconteceria no Estádio Nacional de Tóquio em 30 de março, mas devido ao mau tempo (e possivelmente, do fechamento do mesmo para reforma), acabou sendo transferida para o dia 8 de junho no Ajinomoto Stadium. Seu último stage aconteceu em 9 de junho e em seguida viajou para São Paulo para cobrir o jogo de abertura da Copa do Mundo de 2014.

## Filmografia

### Cinema
| Ano  | Título                                    | Personagem         | Notas           | Ref.  |
| ---- | ----------------------------------------- | ------------------ | --------------- | ----- |
| 1998 | Daikaijū Tōkyō ni arawaru                 | garota do festival |                 |       |
| 2000 | Senrigan                                  | Miyuki Misaki      | Versão jovem    |       |
| 2007 | ICE (anime)                               | Rinne              |                 |       |
| 2007 | Densen Uta                                | Anzu Natsuno       |                 |       |
| 2008 | Sakura no Sono                            | Midori Sawa        |                 |       |
| 2009 | Teketeke                                  | Kana Ōhashi        | Papel principal | [ 3 ] |
| 2009 | Teketeke 2                                | Kana Ōhashi        |                 | [ 3 ] |
| 2009 | Giniro no Ame                             | Minori             |                 |       |
| 2010 | Shibuya                                   | Yū                 |                 |       |
| 2010 | Sweet Little Lies                         | Aya Iwamoto        |                 |       |
| 2010 | Sankaku                                   | Amiga              |                 |       |
| 2012 | Ushijima the Loan Shark                   | Mirai Suzuki       |                 |       |
| 2013 | SPEC: Close~Incarnation                   | Mulher branca      |                 | [ 4 ] |
| 2013 | SPEC: Close~Reincarnation                 | Mulher branca      |                 | [ 4 ] |
| 2014 | Pale Moon                                 | Keiko Aikawa       |                 | [ 5 ] |
| 2015 | Romance                                   | Hachiko Hojo       | Papel principal |       |
| 2015 | Do It! Anpanman: Miija and the Magic Lamp | Miija              |                 | [ 6 ] |
| 2016 | Sanada 10 Braves                          | Hotaru             |                 |       |
| 2016 | Shippu Rondo                              | Chiaki Seri        |                 |       |